# Graïvoron
Graïvoron (en russe : Грайворон) est une ville de l'oblast de Belgorod, en Russie, et le centre administratif du raïon de Graïvoron. Sa population s'élève à 6 496 habitants en 2020.

## Géographie
Graïvoron est arrosée par les rivières Vorskla, un affluent du Dniepr, et Graïvoronka. Elle se trouve à 67 km — 77 km par la route — à l'ouest de Belgorod.

## Histoire
La sloboda Graïvoron est créée le 5 août 1678. Elle reçoit le statut de ville en 1838.
Pendant la Seconde Guerre mondiale, la ville est occupée par la Wehrmacht le 19 octobre 1941. Elle est libérée une première fois par le front de Voronej de l'Armée rouge le 16 février 1943, mais est reprise un mois plus tard par l'armée allemande. Graïvoron est finalement libérée le 7 août 1943 par le front de Voronej lors de l'opération Polkovodets Roumiantsev.
Les 22 et 23 mai 2023, durant l'invasion de l'Ukraine par la Russie, la ville est attaquée par les forces paramilitaires anti Poutine russes,,,.
En mars 2024, la ville est de nouveau l'enjeu de combats.

## Population
Recensements (*) ou estimations de la population :
| 1856  | 1897* | 1926* | 1939* | 1959* | 1970* |
| ----- | ----- | ----- | ----- | ----- | ----- |
| 3 600 | 6 340 | 8 900 | 4 600 | 5 141 | 5 859 |

| 1979* | 1989* | 2002* | 2009  | 2013  | 2014  |
| ----- | ----- | ----- | ----- | ----- | ----- |
| 5 930 | 5 992 | 6 196 | 6 137 | 6 361 | 6 413 |

| 2015  | 2016  | 2017  | 2018  | 2019  | 2020  |
| ----- | ----- | ----- | ----- | ----- | ----- |
| 6 481 | 6 506 | 6 404 | 6 449 | 6 431 | 6 496 |

## Personnalité
- Vladimir Choukhov (1853-1939), ingénieur et architecte russe, né à Graïvoron, célèbre inventeur des structures hyperboloïdes.